# Ryota Sakata
Ryota Sakata (født 25. februar 1992) er en japansk fodboldspiller, som spiller for den japanske fodboldklub Tochigi SC.